# Обличчя Янгола
Обличчя Янгола (англ. Angel Face) —
алкогольний коктейль на основі джина, абрикосового бренді та кальвадосу. Класифікується як коктейль на весь день (англ. All day cocktail). Належить до офіційних напоїв Міжнародної асоціації барменів (IBA), категорія «Незабутні» (англ. The Unforgettables).

## Історія
Перша документальна згадка про коктейль виявляється в книзі Гаррі Креддока The Savoy Cocktail Book, виданої в 1930 році, де змішується зі зазначених компонентів у рівних пропорціях. Імовірно коктейль отримав назву на честь Ейба Камінські на прізвисько Ангельське личко, учасника Пурпурової банди (англ. The Purple Gang), що діяла у Детройті в 1920—1930 роках.

## Спосіб приготування
Для приготування коктейлю за офіційним рецептом Міжнародної асоціації барменів потрібно по 30 мл джина, абрикосового бренді та кальвадосу, які змішуються в шейкері з льодом, потім виливаються у коктейльний келих. Гарнір не передбачений".